# Рене Жирар
Рене Жирар (на френски: René Noël Théophile Girard) е френски културолог и литературен теоретик. От началото на 70-те години на 20 век развива своя оригинална концепция за ролята на имитирането (мимезис) в човешката култура. Търсенията му започват с изследване на литературни текстове, но се пренасят все повече към религиозните юдео-християнски идеи.

## Биография
Роден е на 24 декември 1923 година в Авиньон, Франция. От 1943 до 1947 следва средновековна история в университета École nationale des chartes в Париж. Там защитава и дисертацията си на тема „Частният живот в Авиньон през втората половина на XV век“ (La vie privée à Avignon dans la seconde moitié du XVe siècle).
През 1947 г. печели едногодишна стипендия за следдипломна квалификация в Индианския университет в САЩ, където защитава втора дисертация – на тема „Американското обществено мнение и Франция (1940 – 1943)“. След защитата на дисертацията си Жирар остава в САЩ, където протича кариерата му. Преподава сравнително литературознание в редица престижни американски университети, сред които Университета „Джонс Хопкинс“, Държавния университет на Ню Йорк в Бъфало и Станфордския университет (от 1981), но публикува своите по-важни трудове на френски език.
Умира на 4 ноември 2015 година в Станфорд, Калифорния, на 91-годишна възраст.

## Признание и отличия
- Носител на Гугенхаймова стипендия (1960, 1967)
- Носител на наградата на Американската асоциация за съвременни езици (на английски: Modern Language Association) (1965)
- Носител на наградата „Медиси“ (1990) за книгата Shakespeare: les feux de l'envie
- Носител на наградата „Aujourd'hui“ (2004) за книгата Les Origines de la culture
- На 17 март 2005 г. е избран за член на Френската академия.
- Носител на наградата „Д-р Леополд Лукас“ на Тюбингенския университет (2006)[2]
- Носител на ордена „Изабела Католическа“, връчен му от испанския крал Хуан Карлос.
- Почетен доктор на университетите Станфорд и Дюк в САЩ, а също и на университети в Амстердам (1985), Инсбрук, Антверпен (1995), Падуа (2001)[3], Монреал (2004)[4] и Балтимор.

### Преводи на български език
- Жирар, Р., „Преследванията и техните стереотипи“. (превод от френски Александър Лозев). – сп. Философски алтернативи, 1994, кн.6, с.45 – 52.
- Жирар, Р., Видях Сатаната, как падна от небето като светкавица, София: Изток Запад, 2006
- Жирар, Р., Случаят Йов, Издателство: Българско библейско дружество, 2017 г.  пр.от фр. Тони Николов (La Route antique des hommes pervers, 1985)[7]
- Жирар, Р., Жертвопринасянето (Прев. от фр. Лидия Денкова; откъс от кн. „Насилие и свещено“, 1972) Литературен вестник VII, 3 (5 – 11 февр. 1997), с. 10
- Жирар, Р., От миметичното желание до чудовищния двойник (прев. от фр. Тони Николов; откъс от кн. „Насилие и свещено“, 1972), Homo Ludens: списание за театър. ISSN 1311 – 5111. – Бр. 21 (2018), с. 241 – 264